# ایگور لاپشین
ایگور لاپشین (بلاروسی: Ігар Алегавіч Лапшын؛ زادهٔ ۸ اوت ۱۹۶۳) ورزشکار دو و میدانی اهل بلاروس است.